# Pain (PinkPantheress)
Pain è un singolo della cantautrice britannica PinkPantheress, pubblicato il 7 giugno 2021 come secondo estratto dal primo mixtape To Hell with It.

## Descrizione
Nel gennaio 2021 la cantante ha pubblicato sul social media TikTok un'anteprima di 7 secondi del brano, che ha goduto di immediata popolarità. Il singolo presenta un campionamento del pezzo del 2000 Flowers del duo musicale Sweet Female Attitude.
A settembre 2024 il webzine Pitchfork ha classificato il brano al 90º posto della classifica delle migliori canzoni degli anni 2020.

## Formazione
- PinkPantheress – voce, produzione, mastering

## Classifiche
| Classifica (2021-25) | Posizione massima |
| -------------------- | ----------------- |
| Irlanda              | 54                |
| Regno Unito          | 35                |
| Lituania             | 68                |